# Pat Riley
Patrick "Pat" James Riley (20 de março de 1945) é um americano executivo de basquete profissional que é o atual presidente do Miami Heat.
Considerado um dos maiores treinadores da NBA de todos os tempos, Riley ganhou cinco títulos da NBA como treinador principal, quatro com o Los Angeles Lakers na década de 1980 e um com o Heat em 2006.
Ele é dez vezes campeão da NBA em seus mandatos como jogador (1972), assistente técnico (1980), treinador (1982, 1985, 1987, 1988, 2006) e executivo (2006, 2012, 2013). Ele é a primeira figura esportiva norte-americana a ganhar um título como jogador, assistente técnico, treinador principal e executivo.

## Primeiros anos
Riley nasceu em Roma, Nova Iorque e cresceu em Schenectady, Nova Iorque. Ele é filho de Mary Rosalia e Leon Riley, que jogou 22 temporadas de beisebol da Liga menor de beisebol como um outfielder e primeira base e jogou em quatro jogos pelo Philadelphia Phillies em 1944.

## Carreira como jogador
Riley jogou basquete pela Linton High School em Schenectady, Nova York sob o comando do treinador Walt Przybylo. A vitória de Linton High School por 74-68 sobre Power Memorial em 29 de dezembro de 1961, é lembrada principalmente por suas duas estrelas: Lew Alcindor do Power Memorial (que mais tarde mudou seu nome para Kareem Abdul-Jabbar) e seu futuro treinador no Los Angeles Lakers, Pat Riley. Em 1991, Riley o chamou de "Um dos maiores jogos da história do basquete de Schenectady."
Riley era um atleta versátil na universidade, participando tanto do basquete quanto do futebol americano. Em seu terceiro ano universitário, ele foi nomeado para a Primeira-Equipe da SEC, para a Equipe Ideal do Torneio da NCAA e foi eleito o Jogador do Ano Regional da NCAA e o Jogador do Ano da SEC.
Ele foi selecionado pelo San Diego Rockets na 1ª rodada do Draft da NBA de 1967 e foi selecionado como wide receiver pelo Dallas Cowboys na 11ª rodada do Draft da NFL de 1967. Ele se juntou aos Rockets e mais tarde foi selecionado pelo Portland Trail Blazers no Draft de expansão da NBA de 1970, mas foi imediatamente negociado com o Los Angeles Lakers, que ele ajudou a ganhar o título da NBA de 1972. Ele se aposentou após a temporada de 1975-76 como jogador do Phoenix Suns.

## Carreira como treinador e executivo

### Los Angeles Lakers
Riley retornou à NBA em 1977 como comentarista dos Lakers. Durante a temporada de 1979-80, quando o treinador da equipe, Jack McKinney, se machucou durante um acidente de bicicleta quase fatal, o assistente técnico Paul Westhead assumiu as funções de treinador principal da equipe. Riley então mudou-se da cabine de transmissão para o banco como um dos treinadores assistentes de Westhead. Com o novato Magic Johnson e a estrela Kareem Abdul-Jabbar, os Lakers venceram as Finais da NBA de 1980, derrotando o Philadelphia 76ers em seis jogos. No entanto, a equipe perdeu nos playoffs no ano seguinte para o Houston Rockets liderado por Moses Malone.
Após seis jogos na temporada de 1981-82, Magic Johnson disse que queria ser negociado porque estava infeliz jogando com Westhead. Pouco depois, o dono dos Lakers, Jerry Buss, demitiu Westhead. Em uma conferência de imprensa, Buss nomeou Jerry West como o novo treinador da equipe. West, no entanto, recusou, e Buss desajeitadamente tentou nomear West como "capitão ofensivo" e, em seguida, nomeou West e Riley como co-treinadores. West deixou claro durante a conferência de imprensa que ele só iria ajudar Riley e que ele era o treinador principal.
Riley inaugurou a era "Showtime" dos Lakers, juntamente com Johnson e Abdul-Jabbar. Riley tornou-se uma celebridade por si só, um ícone da moda para seus ternos Armani e cabelos lisos para trás que complementavam a imagem da equipe em Hollywood.
Embora o Showtime Lakers fossem conhecidos por seu ataque, eles ganharam títulos com sua defesa. A percepção em toda a liga era que os Lakers jogavam com finesse e não eram físicos o suficiente para vencer nos playoffs. O mantra de Riley era "sem rebotes, sem anéis", reforçando a necessidade de lutar por rebotes para ganhar campeonatos.
Riley levou os Lakers a quatro aparições consecutivas nas Finais da NBA. Seu primeiro título veio em sua primeira temporada, contra o Philadelphia 76ers. Ambas as equipes voltaram para as finais no ano seguinte e desta vez os Lakers de Riley foram varridos pelos 76ers. Os Lakers perderam nas Finais novamente em 1984, dessa vez para o Boston Celtics em sete jogos. Riley ganhou seu segundo título da NBA em 1985 em uma revanche do ano anterior, quando os Lakers venceram o Celtics em seis jogos. A sequência de quatro anos dos Lakers como campeões da Conferência Oeste foi quebrada no ano seguinte pelo Houston Rockets.
Em 1987, Riley treinou um time dos Lakers que é considerado um dos melhores times de todos os tempos. Com os futuros Membros do Hall da Fama Magic Johnson, James Worthy e Kareem Abdul-Jabbar, além de Michael Cooper, Byron Scott, A.C. Green, Mychal Thompson e Kurt Rambis, os Lakers terminaram com um recorde de 65-17 na temporada regular, o terceiro melhor da história da equipe. Eles tiveram sucesso semelhante nos playoffs, despachando os Celtics em seis jogos para ganhar seu terceiro título da NBA sob o comando de Riley.
Um dos momentos mais famosos de Riley veio quando ele garantiu à multidão um bi-campeonato durante as comemorações no centro de Los Angeles. Embora os Lakers de 1988 não tenham produzido tantas vitórias na temporada regular quanto os Lakers de 1987, eles ainda ganharam o título da NBA, tornando-se o primeiro time em 19 anos a ser bicampeão. Os títulos de Riley com os Lakers fazem dele um dos seis homens a jogar e treinar o mesmo time campeão da NBA; Os outros são George Senesky, Bill Russell, Tom Heinsohn, K.C. Jones e Billy Cunningham.
Embora Riley não oferecesse mais garantias, seus Lakers embarcaram em uma busca para obter um tri-campeonato em 1989. No entanto, em uma revanche da série final do ano anterior, os Lakers foram varridos pelos Pistons nas Finais da NBA de 1989.
Riley foi nomeado Treinador do Ano da NBA pela primeira vez em temporada de 1989-90, mas deixou o cargo de treinador dos Lakers depois que perdeu para o Phoenix Suns nos playoffs. Na época de sua partida, Riley era o treinador mais importante da NBA com um nível de fama não visto desde Red Auerbach.

### New York Knicks
Após deixar o cargo, Riley aceitou um emprego como comentarista da NBC por um ano antes de ser nomeado treinador do New York Knicks na temporada de 1991-92.
Os comentaristas admiravam a capacidade de Riley de trabalhar com os Knicks físicos e deliberados, adaptando seu estilo "Showtime". O Chicago Bulls tinha facilmente varrido os Knicks em 1991 a caminho de seu primeiro título. No entanto, em 1992, com Riley, os Knicks levaram os Bulls para sete jogos nas semifinais da Conferência Leste. A defesa física dos Knicks contra os astros do Chicago Bulls, Michael Jordan e Scottie Pippen, durante os playoffs de 1992 levou a uma disputa entre Riley e o treinador dos Bulls, Phil Jackson, sobre o estilo de jogo áspero dos Knicks. Em 1993, Riley levou os Knicks ao seu melhor recorde na temporada regular na história da equipe e recebeu o seu segundo prêmio de Treinador do Ano. Os Knicks voltaram a enfrentar os Bulls nas finais da Conferência Leste, mas perderam em seis jogos.
Riley retornou às finais da NBA em 1994, derrotando o tricampeão Bulls (sem Michael Jordan) em sete jogos durante as semifinais da Conferência Leste. No entanto, New York perdeu em sete jogos para o Houston Rockets. Durante as Finais de 1994, Riley tornou-se o primeiro treinador a participar de um jogo final da NBA com duas equipes, tendo estado com os Lakers em 1984 e 1988. No entanto, ele teve a infeliz distinção de se tornar o primeiro (e até agora, único) treinador a perder um Jogo 7 da final com duas equipes. Também lhe negou a distinção de se tornar o primeiro treinador a vencer um Jogo 7 nas Finais com duas equipes.

### Miami Heat
Em 1995, Riley renunciou aos Knicks por fax para se tornar presidente e treinador do Miami Heat, com total controle sobre as operações de basquete. A mudança causou alguma controvérsia, já que o Heat foi acusado pelos Knicks de adulteração, perseguindo Riley enquanto ele ainda tinha um ano restante em seu contrato. O assunto foi resolvido depois que o Heat enviou sua escolha de primeira rodada de 1996 e US$ 1 milhão em dinheiro para os Knicks em 1 de setembro de 1995.
Na temporada de 1995-96, Riley liderou o Heat para uma reviravolta de 10 jogos para terminar com um recorde de 42-40. Miami foi varrido na primeira rodada dos playoffs pelo Chicago Bulls treinado por Phil Jackson, que havia completado a temporada regular com um recorde de 72 vitórias.
Em 1997, o Heat derrotou os Knicks, em uma série física de sete jogos. Avançando para as finais da Conferência Leste pela primeira vez na história da franquia, eles novamente não provaram ser páreo para Jordan e os Bulls. Riley foi selecionado como Treinador do Ano pela terceira vez, depois de levar Miami a um recorde de 61-21 na temporada regular.
Os playoffs de 1998, 1999 e 2000 foram decepções, pois eles perderam para os Knicks; os dois primeiros na rodada de abertura e o último no segundo round. Em 1999, os Knicks chegaram às finais.
Depois de terminar com um recorde de 50-32 na temporada de 2000-01, o Heat foi varrido pelo Charlotte Hornets na primeira rodada dos playoffs. Na temporada de 2001-02, o Heat terminou com um recorde de 36-46 - a primeira vez que uma equipe treinada por Riley não teve uma temporada vencedora ou não chegou aos playoffs. Riley estava tão enojado com a performance do Heat que ele declarou que estava prestes a "se demitir".
Depois de terminar a temporada de 2002-03 com um recorde de 25-57, Riley deixou o cargo de treinador principal e foi sucedido pelo assistente de longa data, Stan Van Gundy. Van Gundy e o novato Dwyane Wade levaram o Heat de volta aos playoffs com um recorde de 42-40. Riley se concentrou em melhorar ainda mais a equipe antes da temporada de 2004-05 e trouxe Shaquille O'Neal dos Lakers. Wade e O'Neal levaram o Heat às finais da Conferência Leste durante os playoffs de 2005, embora tenham perdido para o Detroit Pistons.

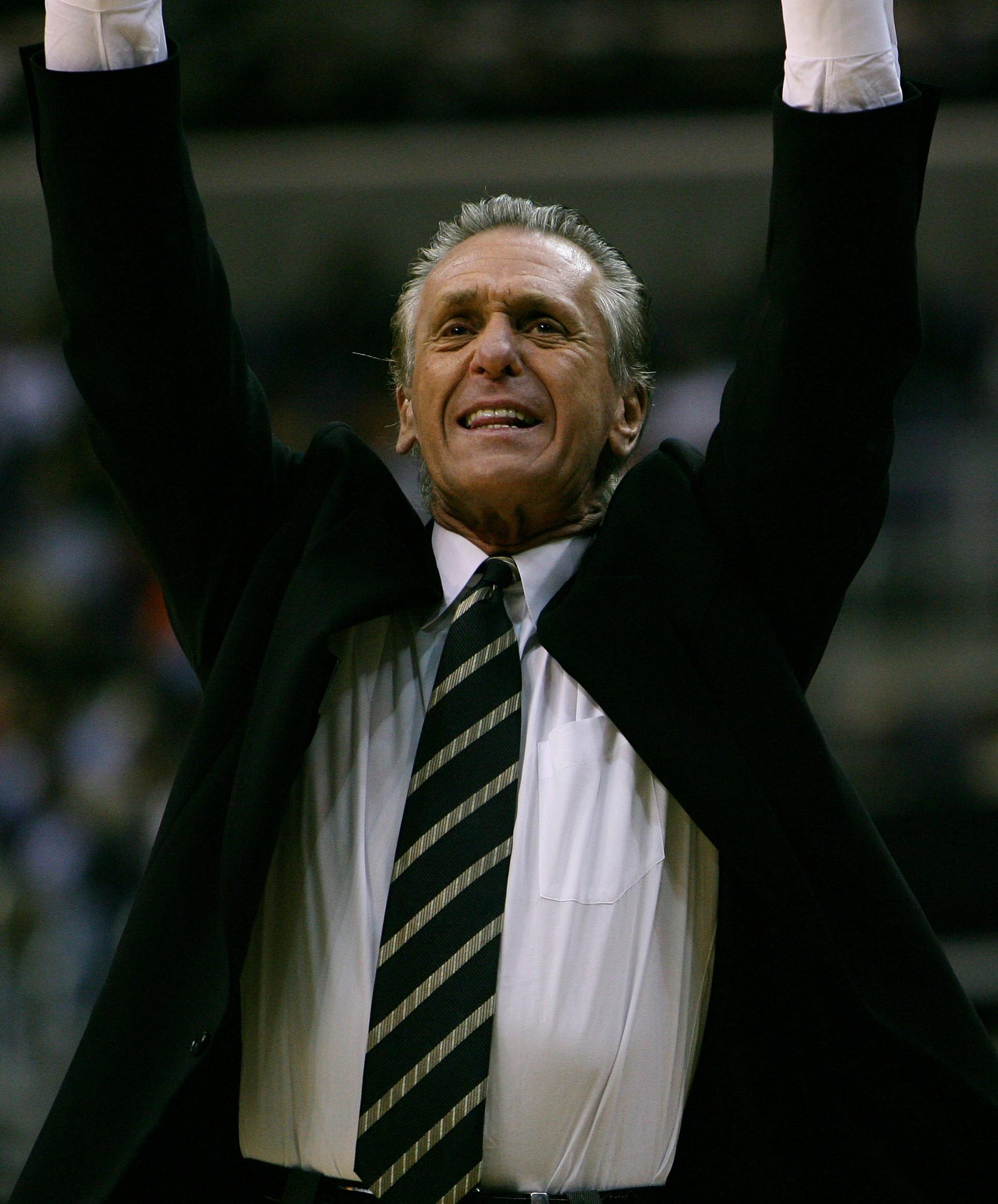
Riley em 2007 durante sua segunda passagem como treinador do Heat

Durante a pós-temporada de 2005, foi amplamente especulado que Riley estava tentando demitir Van Gundy e retomar o posto de treinador. Na verdade, Van Gundy renunciou ao cargo de treinador principal em 12 de dezembro de 2005, citando a necessidade de passar mais tempo com sua família, e Riley voltou a treinar a equipe. A equipe do Heat derrotou o Detroit Pistons nas Finais da Conferência Leste de 2006 e foi pela primeira vez para as Finais da NBA. O Heat enfrentou o Dallas Mavericks nas Finais da NBA de 2006 e venceu por 4-2. Foi o quinto título de Riley como treinador principal e o primeiro dele com um time diferente dos Lakers. Riley se tornou um dos dois únicos treinadores da NBA a levar três equipes para as finais da NBA, sendo o outro Alex Hannum. Ele se juntou a Hannum e Phil Jackson como os únicos treinadores a levar duas equipes aos títulos da NBA. Ele também se tornou o único treinador a substituir duas vezes um treinador no meio da temporada e levar esse time a um título da NBA.
Citando problemas no quadril e joelho, Riley tirou uma licença de 3 de janeiro de 2007 a 19 de fevereiro de 2007. O assistente técnico Ron Rothstein assumiu funções interinamente. O Heat terminou a temporada com um recorde de 44-38 e foi varrido na primeira rodada dos playoffs pelo Chicago Bulls; os primeiros campeões a serem varridos na primeira rodada desde 1957.
Na temporada seguinte, o Heat terminou com um recorde de 15-67. A equipe perdeu vários de seus jogadores por lesões prolongadas e um descontente Shaquille O'Neal foi negociado no meio da temporada. Dois anos depois de ganhar o título, eles terminaram com um dos piores recordes de todos os tempos. Em 28 de abril de 2008, Riley anunciou que deixaria o cargo de treinador do Heat. O assistente da equipe, Erik Spoelstra, foi anunciado como seu substituto. Riley continua sendo presidente da equipe. Embora o Heat tenha nominalmente tido um gerente geral durante a maior parte do mandato de Riley como presidente da equipe, ele teve a palavra final em questões de basquete desde sua chegada a Miami.
Como presidente, Riley adquiriu LeBron James e Chris Bosh para formar o "Big Three" do Heat com Dwyane Wade. Eles chegaram a quatro finais seguidas da NBA de 2011-14. Em 2012, o Heat venceu o Oklahoma City Thunder para dar a Riley seu primeiro título puramente como executivo. O Heat repetiu o feito em 2013, derrotando o San Antonio Spurs.
Na temporada de 2019-20, o Heat se tornou o quarto time na história da NBA a terminar abaixo do quarto lugar em sua conferência na temporada regular e chegar às finais da NBA. Enfrentando o ex-time de Riley, o Los Angeles Lakers, que era liderado pelo ex-astro do Heat, LeBron James, o Heat perdeu para os Lakers em seis jogos.

## Fora das quadras

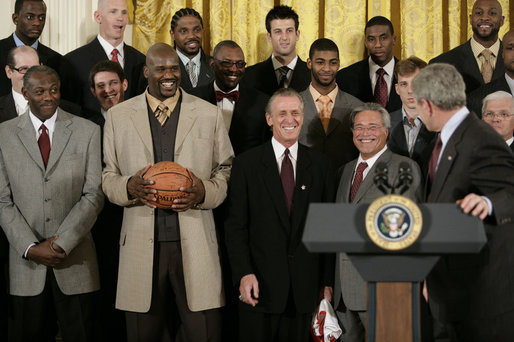
Riley e o Miami Heat com o presidente George W. Bush em fevereiro de 2007

Fora do basquete, Riley se tornou uma figura da cultura pop. Isso nasce de seu visual característico: um penteado liso para trás, que é muitas vezes descrito como gangster, e seu bronzeado imaculado. O apelido de Riley é "O Poderoso Chefão" por causa de sua aparência. Ele veio a público liderando o Showtime Lakers dos anos 1980, promovendo sua imagem ao "garantir" um título.
Em 1988, Riley publicou um livro intitulado Showtime: Inside the Lakers's Breakthrough Season, um best-seller do New York Times que recapitou a campanha bem sucedida dos Lakers para o título da NBA de 1987. Uma das frases que Riley cunhou no livro foi a "Doença do Mais", afirmando que "o sucesso é muitas vezes o primeiro passo para o desastre" e que os campeões muitas vezes falham na temporada seguinte porque todo jogador que retorna quer mais tempo de jogo, mais arremessos por jogo e mais dinheiro. A frase surgiu da decepcionante campanha dos Lakers de 1980-81.
Em 1993, enquanto treinava o New York Knicks, Riley publicou um segundo best-seller do New York Times intitulado The Winner Within: A Life Plan for Team Players. Voltado para uma liderança empresarial, bem como entusiastas do basquete, destilou uma lição de trabalho em equipe e liderança de cada uma das temporadas de Riley como treinador até essa data. Byron Laursen, saudado por Riley como "... um verdadeiro Showtime Warrior", foi o coautor de ambos os livros de Riley.
Riley é conhecido por sua amizade com Giorgio Armani, preferindo usar ternos Armani durante jogos de basquete, e modelando uma vez em um show de Armani.
Ele também é um palestrante motivacional durante a pós-temporada. Riley ganha mais de $50.000 por cada compromisso.
Riley e sua esposa Chris têm dois filhos, James e Elisabeth. Riley é um católico romano praticante.
Em 27 de fevereiro de 2007, o Miami Heat foi homenageado pelo título da NBA de 2005-06 na Casa Branca. Durante a cerimônia, Riley presenteou George W. Bush com uma camisa antes de anunciar: "Votei no homem. Se você não votou, você não conta." Após a cerimônia, Riley foi questionado por repórteres sobre a natureza política de seus comentários. Ele respondeu dizendo: "Sou pró-americano, pró-democracia, sou pró-governo. Eu sigo meu chefe. Ele é meu chefe."
Riley e sua esposa são fãs de Bruce Springsteen. Em sua indução em 2008 ao Hall da Fama do Basquete, ele terminou seu discurso com uma citação da canção de Springsteen "Back in Your Arms Again".

## Estatísticas

### Como jogador

#### NBA

##### Temporada regular
| Ano      | Equipe      | PJ  | PT | MPJ  | AP   | 3P | LL   | RT  | AS  | BR | TO | PPJ  |
| -------- | ----------- | --- | -- | ---- | ---- | -- | ---- | --- | --- | -- | -- | ---- |
| 1967–68  | San Diego   | 80  | —  | 15.8 | .379 | —  | .634 | 2.2 | 1.7 | —  | —  | 7.9  |
| 1968–69  | San Diego   | 56  | —  | 18.3 | .406 | —  | .672 | 2.0 | 2.4 | —  | —  | 8.8  |
| 1969–70  | San Diego   | 36  | —  | 13.2 | .417 | —  | .727 | 1.6 | 2.4 | —  | —  | 5.3  |
| 1970–71  | L.A. Lakers | 54  | —  | 9.4  | .413 | —  | .644 | 1.0 | 1.3 | —  | —  | 4.9  |
| 1971–72  | L.A. Lakers | 67  | —  | 13.8 | .447 | —  | .743 | 1.9 | 1.1 | —  | —  | 6.7  |
| 1972–73  | L.A. Lakers | 55  | —  | 14.6 | .428 | —  | .793 | 1.2 | 1.5 | —  | —  | 7.3  |
| 1973–74  | L.A. Lakers | 72  | —  | 18.9 | .430 | —  | .764 | 1.8 | 2.1 | .8 | .0 | 9.5  |
| 1974–75  | L.A. Lakers | 46  | —  | 22.1 | .419 | —  | .742 | 1.8 | 2.6 | .8 | .1 | 11.0 |
| 1975–76  | L.A. Lakers | 2   | —  | 11.5 | .385 | —  | .333 | 1.5 | .0  | .5 | .5 | 5.5  |
| 1975–76  | Phoenix     | 60  | —  | 13.2 | .389 | —  | .730 | .8  | 1.0 | .4 | .1 | 4.6  |
| Carreira | Carreira    | 528 | —  | 15.0 | .411 | —  | .678 | 1.5 | 1.6 | .6 | .1 | 7.1  |

##### Playoffs
| Ano      | Equipe      | PJ | PT | MPJ  | AP   | 3P | LL    | RT  | AS  | BR | TO | PPJ |
| -------- | ----------- | -- | -- | ---- | ---- | -- | ----- | --- | --- | -- | -- | --- |
| 1969     | San Diego   | 5  | —  | 15.2 | .432 | —  | .833  | 2.2 | .4  | —  | —  | 7.4 |
| 1971     | L.A. Lakers | 7  | —  | 19.3 | .420 | —  | .727  | 2.1 | 2.0 | —  | —  | 9.4 |
| 1972     | L.A. Lakers | 15 | —  | 16.3 | .333 | —  | .750  | 1.9 | .9  | —  | —  | 5.2 |
| 1973     | L.A. Lakers | 7  | —  | 7.6  | .333 | —  | —     | .7  | 1.0 | —  | —  | 2.6 |
| 1974     | L.A. Lakers | 5  | —  | 21.2 | .360 | —  | .750  | 1.2 | 2.0 | .8 | .0 | 7.8 |
| 1976     | Phoenix     | 5  | —  | 5.4  | .400 | —  | 1.000 | .0  | 1.0 | .0 | .0 | 2.6 |
| Carreira | Carreira    | 44 | —  | 14.1 | .379 | —  | .812  | 1.3 | 1.2 | .4 | .0 | 5.8 |

#### Universitário
| Ano      | Equipe   | PJ | PT | MPJ  | AP   | 3P | LL   | RT  | AS  | BR | TO | PPJ  |
| -------- | -------- | -- | -- | ---- | ---- | -- | ---- | --- | --- | -- | -- | ---- |
| 1964–65  | Kentucky | 25 | —  | 33.0 | .432 | —  | .618 | 8.5 | 1.1 | —  | —  | 15.0 |
| 1965–66  | Kentucky | 29 | —  | 37.2 | .516 | —  | .699 | 8.9 | 2.2 | —  | —  | 22.0 |
| 1966–67  | Kentucky | 26 | —  | 36.7 | .442 | —  | .782 | 7.7 | 2.6 | —  | —  | 17.4 |
| Carreira | Carreira | 80 | —  | 35.6 | .462 | —  | .699 | 8.3 | 1.9 | —  | —  | 18.1 |

### Como treinador
| Time        | Ano      | Temporada regular | Temporada regular | Temporada regular | Temporada regular | Temporada regular          | Playoffs | Playoffs | Playoffs | Playoffs | Resultado final                       |
| Time        | Ano      | J                 | V                 | D                 | %                 | Posição final              | J        | V        | D        | %        | Resultado final                       |
| ----------- | -------- | ----------------- | ----------------- | ----------------- | ----------------- | -------------------------- | -------- | -------- | -------- | -------- | ------------------------------------- |
| L.A. Lakers | 1981–82  | 71                | 50                | 21                | .704              | 1º na Divisão do Pacífico  | 14       | 12       | 2        | .857     | Ganhou o título da NBA                |
| L.A. Lakers | 1982–83  | 82                | 58                | 24                | .707              | 1º na Divisão do Pacífico  | 15       | 8        | 7        | .533     | Perdeu nas Finais da NBA              |
| L.A. Lakers | 1983–84  | 82                | 54                | 28                | .659              | 1º na Divisão do Pacífico  | 21       | 14       | 7        | .667     | Perdeu nas Finais da NBA              |
| L.A. Lakers | 1984–85  | 82                | 62                | 20                | .756              | 1º na Divisão do Pacífico  | 19       | 15       | 4        | .789     | Ganhou o título da NBA                |
| L.A. Lakers | 1985–86  | 82                | 62                | 20                | .756              | 1º na Divisão do Pacífico  | 14       | 8        | 6        | .571     | Perdeu nas Finais de Conferência      |
| L.A. Lakers | 1986–87  | 82                | 65                | 17                | .793              | 1º na Divisão do Pacífico  | 18       | 15       | 3        | .833     | Ganhou o título da NBA                |
| L.A. Lakers | 1987–88  | 82                | 62                | 20                | .756              | 1º na Divisão do Pacífico  | 25       | 15       | 9        | .625     | Ganhou o título da NBA                |
| L.A. Lakers | 1988–89  | 82                | 57                | 25                | .695              | 1º na Divisão do Pacífico  | 15       | 11       | 4        | .733     | Perdeu nas Finais da NBA              |
| L.A. Lakers | 1989–90  | 82                | 63                | 19                | .768              | 1º na Divisão do Pacífico  | 9        | 4        | 5        | .444     | Perdeu nas Semi-Finais de Conferência |
| New York    | 1991–92  | 82                | 51                | 31                | .797              | 1º na Divisão do Atlântico | 12       | 6        | 6        | .500     | Perdeu nas Semi-Finais de Conferência |
| New York    | 1992–93  | 82                | 60                | 22                | .732              | 1º na Divisão do Atlântico | 15       | 9        | 6        | .600     | Perdeu nas Finais de Conferência      |
| New York    | 1993–94  | 82                | 57                | 25                | .695              | 1º na Divisão do Atlântico | 25       | 14       | 11       | .560     | Perdeu nas Finais da NBA              |
| New York    | 1994–95  | 82                | 55                | 27                | .671              | 2º na Divisão do Atlântico | 11       | 6        | 5        | .545     | Perdeu nas Semi-Finais de Conferência |
| Miami       | 1995–96  | 82                | 42                | 40                | .512              | 3º na Divisão do Atlântico | 3        | 0        | 3        | .000     | Perdeu na Primeira Rodada             |
| Miami       | 1996–97  | 82                | 61                | 21                | .744              | 1º na Divisão do Atlântico | 17       | 8        | 9        | .471     | Perdeu nas Finais de Conferência      |
| Miami       | 1997–98  | 82                | 55                | 27                | .671              | 1º na Divisão do Atlântico | 5        | 2        | 3        | .400     | Perdeu na Primeira Rodada             |
| Miami       | 1998–99  | 50                | 33                | 17                | .660              | 1º na Divisão do Atlântico | 5        | 2        | 3        | .400     | Perdeu na Primeira Rodada             |
| Miami       | 1999–00  | 82                | 52                | 30                | .634              | 1º na Divisão do Atlântico | 10       | 6        | 4        | .600     | Perdeu nas Semi-Finais de Conferência |
| Miami       | 2000–01  | 82                | 50                | 32                | .610              | 1º na Divisão do Atlântico | 3        | 0        | 3        | .000     | Perdeu na Primeira Rodada             |
| Miami       | 2001–02  | 82                | 36                | 46                | .439              | 1º na Divisão do Atlântico | —        | —        | —        | —        | Não foi para os playoffs              |
| Miami       | 2002–03  | 82                | 25                | 57                | .305              | 1º na Divisão do Atlântico | —        | —        | —        | —        | Não foi para os playoffs              |
| Miami       | 2005–06  | 61                | 41                | 20                | .672              | 1º na Divisão Sudeste      | 23       | 16       | 7        | .696     | Ganhou o título da NBA                |
| Miami       | 2006–07  | 82                | 44                | 38                | .537              | 1º na Divisão Sudeste      | 4        | 0        | 4        | .000     | Perdeu na Primeira Rodada             |
| Miami       | 2007–08  | 82                | 15                | 67                | .183              | 5º na Divisão Sudeste      | —        | —        | —        | —        | Não foi para os playoffs              |
| Carreira    | Carreira | 1.904             | 1.210             | 694               | .644              | —                          | 283      | 171      | 111      | .515     | —                                     |

Fonte: